# Obrazy z Rus

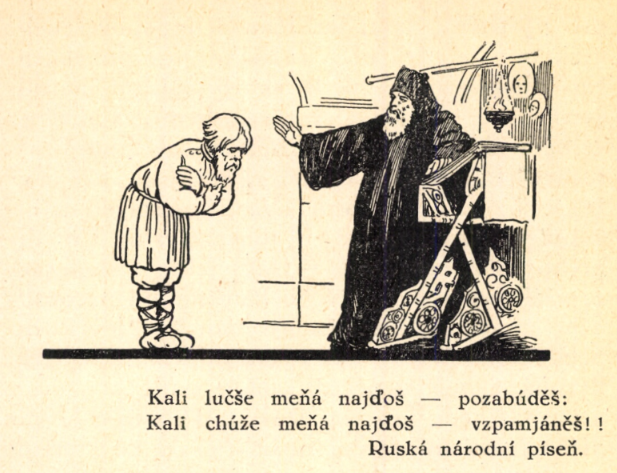
K. H. Borovský: Obrazy z Rus (Karel Vítek, vydáno nakladatelstvím L. Mazač, 1929)

Obrazy z Rus je literární dílo Karla Havlíčka Borovského, které vzniklo na základě jeho osmnáctiměsíčního pobytu v carském Rusku od ledna 1843 do července 1844. Poprvé text vyšel jako příloha v Pražských novinách. Soubor článků ukazuje na autorův myšlenkový přerod z původního rusofila ve skeptika, současně je na textu poznat, že jde o začínajícího autora. 